# Fiança
Una fiança és un terme jurídic relatiu a les garanties d'obligacions, que pot tenir diferents significats, que s'indiquen a continuació.

## Fiança com a garantia o penyora que presta el propi deutor o obligat
En aquest sentit, la fiança, o també ferma o fermança, consisteix en la garantia o penyora que hom dona en seguretat que complirà una obligació.

### Regulació legal a Espanya
Un supòsit de fiança en aquest sentit és la que preveu l'article 36.1 de la Llei espanyola 29/1994 d'arrendaments urbans quan estableix que a la subscripció del contracte d'arrendament serà obligatòria l'exigència i prestació de fiança en metàl·lic per quantitat equivalent a una mensualitat de renda, quan es tracti del lloguer d'un habitatge, i de dues mensualitats, quan es tracti d'arrendament per a ús diferent del d'habitatge. Aquesta fiança la presta l'arrendatari per a respondre del compliment per part seva de les obligacions derivades de la llei i del contracte d'arrendament i cal dipositar-la en l'òrgan que tingui designat a tal fi la corresponent Comunitat autònoma; en el cas de Catalunya l'Institut Català del Sòl.

## Fiança com a assegurament per un tercer del compliment de l'obligació
En aquest sentit, fiança, fiançament o contracte de fiança fa referència a l'obligació subsidiària contreta per assegurar el compliment d'una obligació principal, per la qual un tercer, diferent del deutor, es compromet a complir-la, en el cas que aquest no ho faci.

### Regulació legal a Espanya
La fiança està regulada al Codi civil espanyol. Segons el seu article 1822, pel contracte de fiança hom (el fiador) s'obliga a pagar o complir per un tercer (el deutor principal) en el cas de no fer-ho aquest. L'obligació del fiador pot ésser subsidiària, en quin cas aquest només estarà obligat a complir pel tercer (pel deutor principal) quan aquest no hagi complert, és a dir, quan estigui en situació de mora; o bé pot constituir-se la fiança com a solidària, en quin cas el fiador pot ésser instat a complir tan bon punt l'obligació principal garantida estigui vençuda i sigui exigible, sense necessitat que el deutor principal hagi encara incomplert en sentit propi.